# Sci alpino ai VII Giochi olimpici invernali - Slalom gigante maschile
La competizione dello slalom gigante maschile di sci alpino ai VII Giochi olimpici invernali si è svolta il giorno 29 gennaio 1956 sulla Pista Ilio Colli a Cortina d'Ampezzo.

## Classifica
| Pos.    | Atleta                      | Paese                     | Tempo  |
| ------- | --------------------------- | ------------------------- | ------ |
| Oro     | Toni Sailer                 | Austria                   | 3'00"1 |
| Argento | Andreas Molterer            | Austria                   | 3'06"3 |
| Bronzo  | Walter Schuster             | Austria                   | 3'07"2 |
| 4       | Adrien Duvillard            | Francia                   | 3'07"9 |
| 5       | Charles Bozon               | Francia                   | 3'08"4 |
| 6       | Ernst Hinterseer            | Austria                   | 3'08"5 |
| 7       | Hanspeter Lanig             | Squadra Unificata Tedesca | 3'08"6 |
| 8       | Sepp Behr                   | Squadra Unificata Tedesca | 3'11"4 |
| 9       | François Bonlieu            | Francia                   | 3'11"8 |
| 10      | Gino Burrini                | Italia                    | 3'12"3 |
| 11      | Chiharu Igaya               | Giappone                  | 3'15"6 |
| 11      | Guido Ghedina               | Italia                    | 3'15"6 |
| 13      | Ralph Miller Jr.            | Stati Uniti               | 3'15"8 |
| 14      | Thomas Corcoran             | Stati Uniti               | 3'16"0 |
| 15      | Brooks Dodge                | Stati Uniti               | 3'16"4 |
| 16      | Stig Sollander              | Svezia                    | 3'17"1 |
| 17      | Georges Schneider           | Svizzera                  | 3'17"3 |
| 18      | Roland Blaesi               | Svizzera                  | 3'18"2 |
| 19      | Martin Julen                | Svizzera                  | 3'18"5 |
| 20      | Åke Nilsson                 | Svezia                    | 3'21"4 |
| 21      | Buddy Werner                | Stati Uniti               | 3'21"5 |
| 22      | Asle Sjåstad                | Norvegia                  | 3'21"6 |
| 23      | Jan Zarycki                 | Polonia                   | 3'22"3 |
| 24      | Dino Pompanin               | Italia                    | 3'22"4 |
| 25      | Bruno Burrini               | Italia                    | 3'23"1 |
| 26      | Josef Schwaiger             | Squadra Unificata Tedesca | 3'23"5 |
| 27      | Raymond Fellay              | Svizzera                  | 3'23"9 |
| 28      | Włodzimierz Czarniak        | Polonia                   | 3'24"2 |
| 29      | Olof Dalman                 | Svezia                    | 3'24"9 |
| 30      | Gérard Pasquier             | Francia                   | 3'25"6 |
| 31      | Jaroslav Bogdálek           | Cecoslovacchia            | 3'27"3 |
| 32      | Evžen Čermák                | Cecoslovacchia            | 3'27"7 |
| 33      | Aleksandr Filatov           | Unione Sovietica          | 3'27"8 |
| 34      | Georgi Dimitrov Kostandinow | Bulgaria                  | 3'28"9 |
| 35      | Józef Marusarz              | Polonia                   | 3'29"3 |
| 36      | Kurt Hennrich               | Cecoslovacchia            | 3'30"4 |
| 37      | Gheorghe Cristoloveanu      | Romania                   | 3'30"5 |
| 38      | Vladimír Krajňák            | Cecoslovacchia            | 3'31"0 |
| 39      | André Bertrand              | Canada                    | 3'33"1 |
| 40      | Franc Cvenkelj              | Jugoslavia                | 3'33"7 |
| 41      | Gueorgi Varoshkin           | Bulgaria                  | 3'33"9 |
| 42      | Pentti Alonen               | Finlandia                 | 3'35"0 |
| 43      | Kalevi Häkkinen             | Finlandia                 | 3'36"9 |
| 44      | Petar Ivanov Angelov        | Bulgaria                  | 3'40"0 |
| 45      | Susumu Sugiyama             | Giappone                  | 3'40"8 |
| 46      | Yury Sharkov                | Unione Sovietica          | 3'41"8 |
| 47      | Ludvig Dornig               | Jugoslavia                | 3'42"4 |
| 48      | Benedikt Obermüller         | Squadra Unificata Tedesca | 3'42"9 |
| 49      | Muzaffer Demirhan           | Turchia                   | 3'44"2 |
| 50      | Hans Magnus Andresen        | Norvegia                  | 3'44"7 |
| 51      | Jože Ilija                  | Jugoslavia                | 3'44"8 |
| 52      | Viktor Talyanov             | Unione Sovietica          | 3'45"2 |
| 53      | Luis Arias                  | Spagna                    | 3'47"1 |
| 54      | Andrzej Gąsienica Roj       | Polonia                   | 3'48"6 |
| 55      | Gennady Chertishchev        | Unione Sovietica          | 3'48"9 |
| 56      | Eysteinn Þórðarson          | Islanda                   | 3'49"4 |
| 56      | Sandy Whitelaw              | Gran Bretagna             | 3'49"4 |
| 58      | Nigel Gardner               | Gran Bretagna             | 3'51"8 |
| 59      | Franz Beck                  | Liechtenstein             | 3'52"6 |
| 60      | Einar Kristjánsson          | Islanda                   | 3'53"4 |
| 61      | William George Day          | Australia                 | 3'56"9 |
| 62      | Stefán Kristjánsson         | Islanda                   | 3'59"1 |
| 63      | Osman Yüce                  | Turchia                   | 3'59"4 |
| 64      | Noel Harrison               | Gran Bretagna             | 4'00"1 |
| 65      | Michel Alphonse Feron       | Belgio                    | 4'01"8 |
| 66      | Robin Hooper                | Gran Bretagna             | 4'02"2 |
| 67      | Leopold Schädler            | Liechtenstein             | 4'03"3 |
| 68      | Francisco Viladomat         | Spagna                    | 4'08"7 |
| 69      | Anthony Aslangul            | Australia                 | 4'09"0 |
| 70      | Theodor Sele                | Liechtenstein             | 4'09"5 |
| 71      | Ibrahim Geagea              | Libano                    | 4'10"0 |
| 72      | Vicente Vera                | Cile                      | 4'10"6 |
| 73      | Ewald Eberle                | Liechtenstein             | 4'11"6 |
| 74      | Nicolae Pandrea             | Romania                   | 4'12"3 |
| 75      | René Farwig                 | Bolivia                   | 4'15"0 |
| 75      | Reza Bazargan               | Iran                      | 4'15"0 |
| 77      | Zeki Şamiloğlu              | Turchia                   | 4'16"6 |
| 78      | Sergio Navarrete            | Cile                      | 4'20"3 |
| 79      | Arturo Hammersley           | Cile                      | 4'20"4 |
| 80      | Frank Prihoda               | Australia                 | 4'31"2 |
| 81      | Jean Keyrouz                | Libano                    | 4'40"6 |
| 82      | Mahmoud Beiglou             | Iran                      | 4'43"9 |
| 83      | Jaime Talens                | Spagna                    | 4'52"2 |
| 84      | James Walker                | Australia                 | 5'21"0 |
| 85      | Aris Vatimbellas            | Grecia                    | 5'23"6 |
| 86      | Georges Gereidi             | Libano                    | 5'34"8 |
| 87      | Christos Papageorgiou       | Grecia                    | 7'24"5 |
| -       | Hans Olofsson               | Svezia                    | Squal. |
| -       | Luis Molné                  | Spagna                    | Squal. |
| -       | Steinþór Jakobsson          | Islanda                   | Squal. |
| -       | Alexandros Vouxinos         | Grecia                    | Squal. |
| -       | Benik Amirian               | Iran                      | Squal. |
| -       | Guttorm Berge               | Norvegia                  | Squal. |
| -       | Mahmut Eroğlu               | Turchia                   | Squal. |
| -       | Jan Thorstensen             | Norvegia                  | Squal. |